# Église en bois de l'Ascension de Pranjani
Pour les articles homonymes, voir Église de l'Ascension.
L'église en bois de l'Ascension de Pranjani (en serbe cyrillique : Црква брвнара Светог Вазнесења Господњег у Прањанима ; en serbe latin : Crkva brvnara Svetog Vaznesenja Gospodnjeg u Pranjanima) est une église orthodoxe serbe située à Pranjani, dans le district de Moravica et dans la municipalité de Gornji Milanovac en Serbie. Elle est inscrite sur la liste des monuments culturels de grande importance de la république de Serbie (identifiant no SK 204),,,.

## Présentation
L'église a été construite en 1827, à l'emplacement d'une ancienne église dédiée à saint Nicolas et remontant à 1724.
L'édifice est construit sur une base rectangulaire et est doté d'une abside à quatre pans. Le toit pentu est couvert de bardeaux plutôt rudimentaires. À l'intérieur, l'espace est réparti entre un narthex, une nef et la zone du chœur. Les portes sont ornées d'un décor sculpté dans le bois, avec des plantes stylisées et des motifs géométriques combinés avec des croix et des rosettes inscrites dans des caissons.

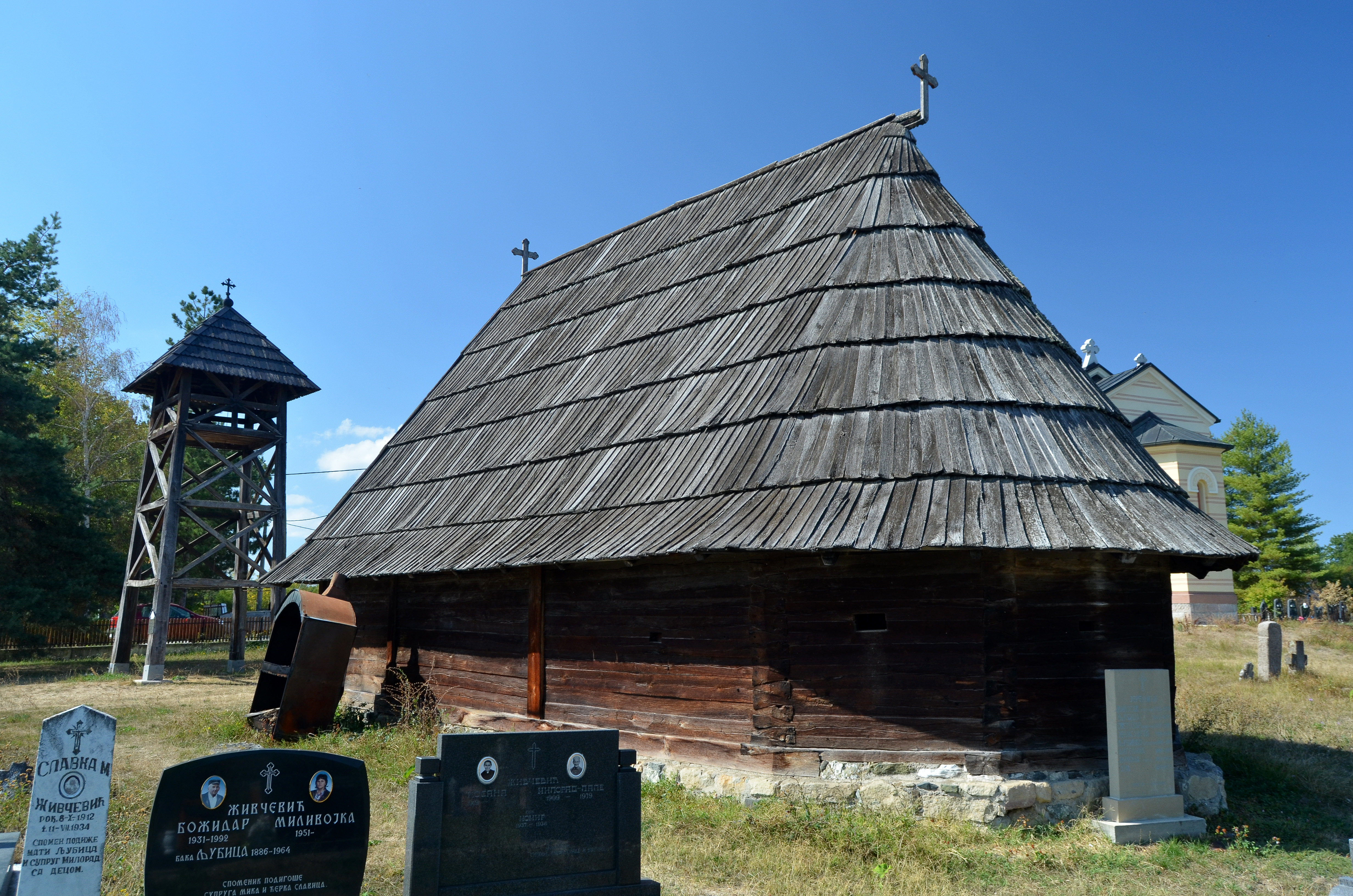
Autre vue de l'église, avec le chevet et le clocher
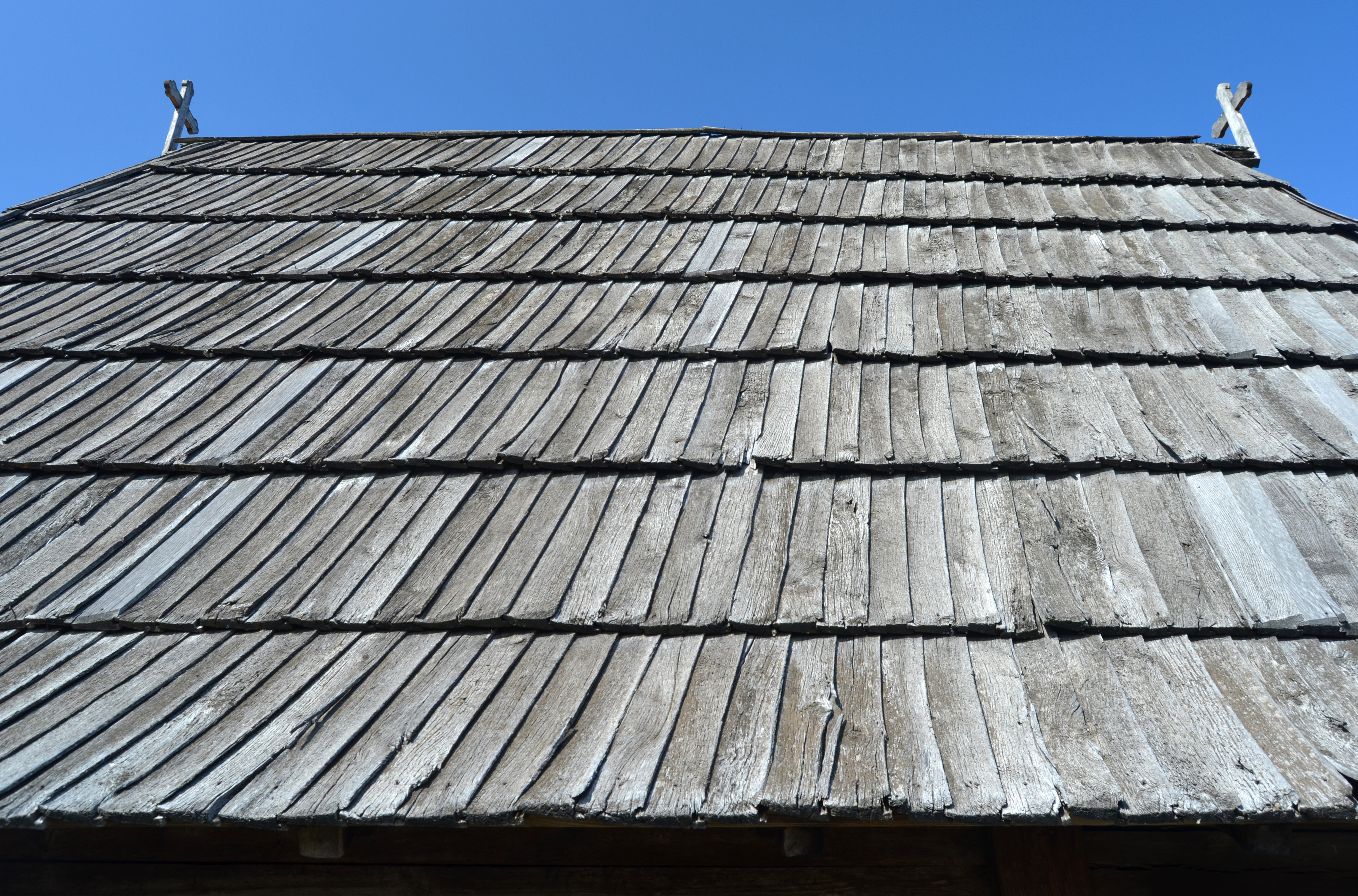
Détail des bardeaux du toit
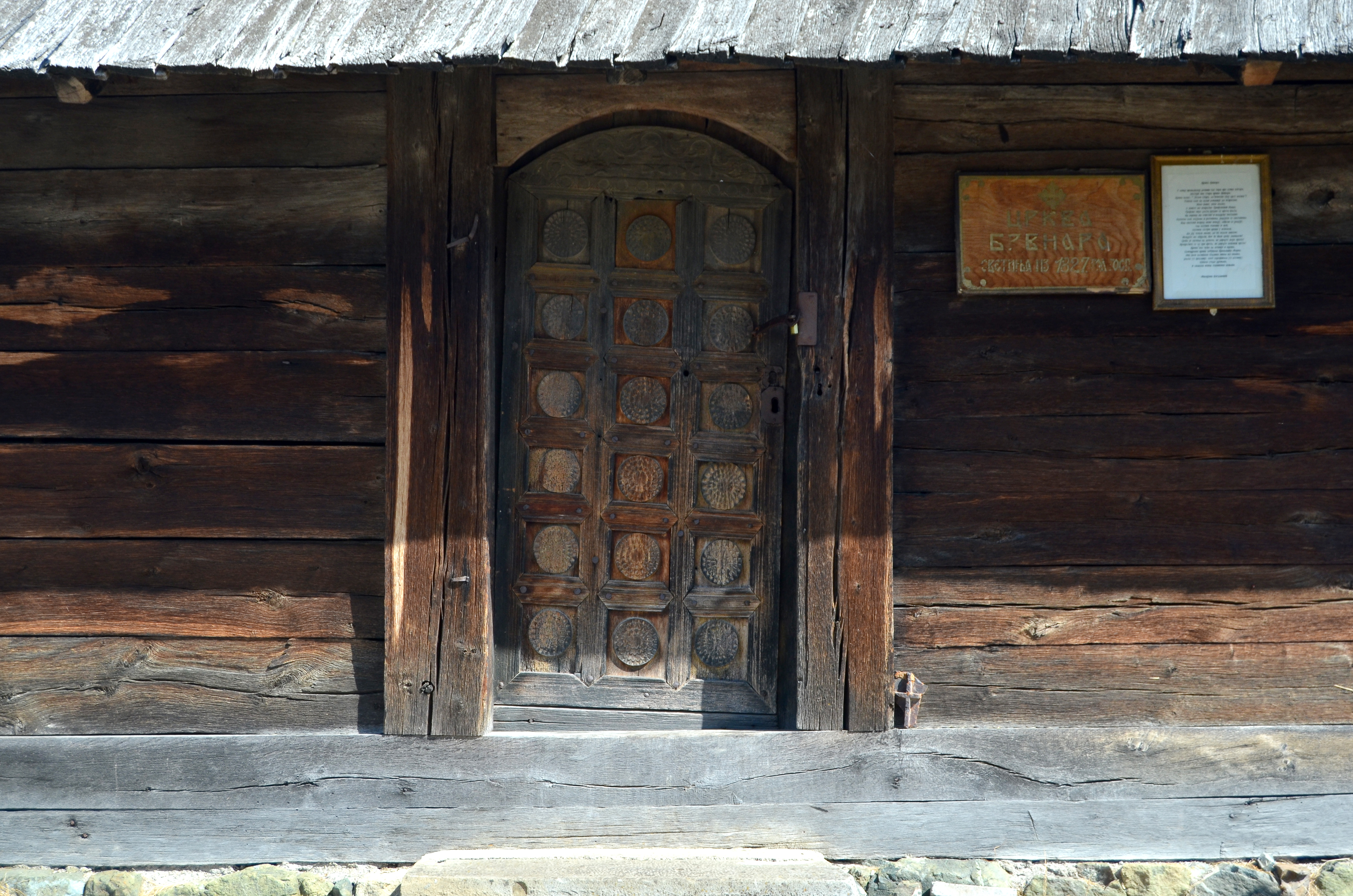
Le portail
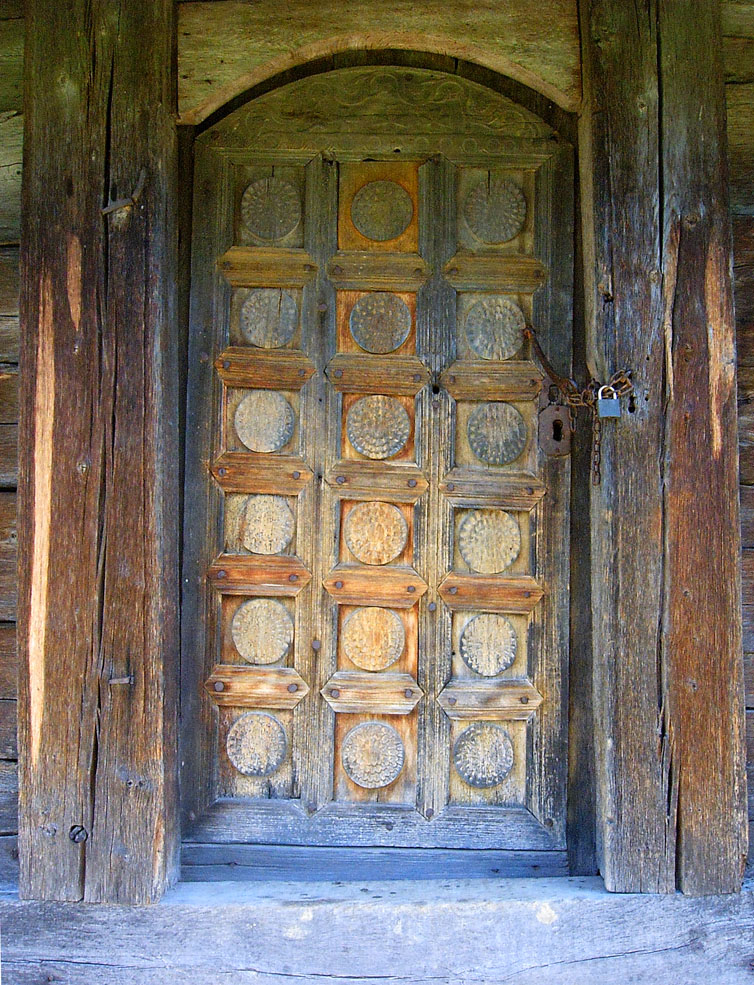
Détail du portail

À l'intérieur de l'église se trouvent des icônes représentant le Christ, la Mère de Dieu à l'enfant, ainsi que des « portes royales » dont la réalisation est attribuée à Sreten Protić. Le cimetière conserve des tombes du XIXe siècle.
L'église, quasiment en ruine, a été restaurée entre 1970 et 1972.